# Донутил, Мирослав
Мирослав Донутил (род. 7 февраля 1951, Тршебич, Чехия) — чешский актёр, писатель, театральный актёр, сценарист. Снялся в фильмах «Наследство или Едрёнавошьгутентаг», «Уютные норки» и «Желяры».

## Биография
Актёр родился 7 февраля 1951 года в городе Тршебич, вырос в городе Зноймо и позднее жил в Брно, где учился в JAMU Академии музыкального искусства имени Л. Яначека.
Его родители были актёрами-любителями, а дедушка был рассказчиком. Донутил учился в JAMU и получил ангажемент в театре «Гусь на веревке» (Divadlo Husa na provázku) в Брно и в Национальном театре в Праге. Со своей женой познакомился на вечеринке. Сейчас у них 2 сына.

## Карьера
Можно разделить на три периода. Актёр театра, кино и его собственная деятельность.
Во время учёбы в JAMU Донутил получил ангажемент в театре «Гусь на веревке» в городе Брно, где работал 17 лет. Благодаря этому опыту он развил свои актёрские способности, выступал в таких ролях, как, например, Никола Шугай из «Баллады для бандита», Фёдор Павлович Карамазов в спектакле «Братья Карамазовы», или Ричард III в «Шекспиромании». В экранизации «Баллады для бандита», сыграл главную роль.
В начале 90-х годов у него в жизни настал огромный перелом, когда ему предложили ангажемент в Национальном театре в Праге. Первым его спектаклем в Национальном театре стал «Дядя Ваня». Мирослав Донутил в театре стал одним из главных актёров, а именно благодаря спектаклю «Слуга двух господ», где сыграл комического персонажа.
Начала развиваться также его кинематографическая карьера. Он играл в комедиях «Чёрные бароны», «Танковый батальон», «Наследство, или Едрёнавошьгутентаг», «Капканы, капканы, капканчики», «Роман для мужчин», «Уютные норки», и др.
Кроме актёрского искусства он занимается дубляжом, например в фильме «Анна Каренина» он озвучивал Левина.
Мирослав Донутил является также автором комедийной телепередачи «3+1 с Мирославом Донутилом».
| Год  | Русское название                   | Оригинальное название          | Роль                      |
| 1978 | Баллада для бандита                | Ballada pro banditu            | Никола Шугай              |
| 1969 | Братья Карамазовы                  | Bratři Karamazovi              | Федор Павлович Карамазов  |
| 1990 | Дядя Ваня                          | Strýček Váňa                   | Иван Войницкий            |
| 1994 | Слуга двух господ                  | Sluha dvou pánů                | Труффальдино              |
| 1992 | Чёрные бароны                      | Černí baroni                   | лейтенант Троник          |
| 1991 | Танковый батальон                  | Tankový prapor                 | старший лейтенант Ружичка |
| 1992 | Наследство, или Едрёнавошьгутентаг | Dědictví aneb Kurvahošigutntag | адвокат Ульрих            |
| 1998 | Капканы, капканы, капканчики       | Pasti, pasti, pastičky         | Йосеф Догнал              |
| 2010 | Роман для мужчин                   | Román pro muže                 | Кирилл Новак              |
| 1998 | Уютные норки                       | Pelíšky                        | Шебек                     |

## Премии
Лауреат премии «Чешский лев» за фильм «Капканы, капканы, капканчики»
— второстепенная роль
Был номинирован на премию "Чешский лев " за фильм «Скука в Брно»
— второстепенная роль